# 서재필 의학상
서재필의학상은 한민족 최초의 서양의사이자 개화독립 민주정신을 일깨운 독립운동가 송재 서재필 선생의 업적과 사상을 기리기 위해 2004년 재단법인 서재필기념회에서 제정한 의학상으로 의학 교육, 진료, 연구 또는 봉사를 통하여 국내외 의학계에 큰 업적을 남긴 의료인에게 매년 수여되고 있다.

## 역대수상자
| 연도          | 수상자                                                                 | |
| ------------- | ---------------------------------------------------------------------- | --- |
| 2004년 1회    | 유준 박사(유준의학연구소 이사장)                                       | 나병 퇴치 주역이자 연세대 의대학장, 영남대재단 이사장 등을 역임했고, 현재 유준의과학연구소 소장 |
| 2005년 2회    | 故 현봉학 전 토마스제퍼슨의대 교수                                     | 1951년 흥남철수 때 10만 명의 민간인의 월남을 도와 '한국의 쉰들러'로 불리며, 일생동안 한ㆍ중 우호와 남북 화해협력을 위해 노력하고 임상병리학 연구로 세계적 권위의 '이스라엘상'을 수상했고 아주대 의대에서 후진 양성 |
| 2006년 3회    | 권이혁 성균관대 이사장                                                 | 서울의대 교수, 서울대학교 총장 및 서울대학교병원 원장과 문교부장관 및 보사부장관을 역임하면서 의학분야의 업적을 인정 |
| 2007년 4회    | 차경섭 차병원 이사장                                                   | 1960년 차산부인과를 시작으로 약 50여년간 차병원을 운영하면서 국내 민간병원 최초로 시험관 아기시술에 성공한 후 국내 불임치료 기술을 세계적 수준으로 만들면서 국내 의학계에 크게 이바지한 공 |
| 2008년 5회    | 신예용 신안과 명예원장                                                 | 안과 의사로 의학의 연구와 발전은 물론 젊은 세대에게 애국애족의 정신을 일깨우고 몸소 실천 |
| 2009년 6회    | 이호왕 고려대 명예교수                                                 | 1969년 한탄강 주변에서 서식하는 등줄쥐의 폐조직에서 특이한 바이러스를 검출하고, 1976년 세계 최초로 유행성출혈열 병원체와 면역체를 발견해 각각 한탄바이러스와 서울바이러스로 명명한 업적을 보유했다. 또 지난 1960년에는 일본 오사카 지역에서 유행한 괴질의 원인을 규명하고 예방백신과 진단법을 개발 세계 의학발전과 인류건강복지에 기여 |
| 2010년 7회    | 양재모 성심의료재단 이사                                               | 가족계획, 인구정책을 통해 국민건강증진과 한국 의학계에 기여한 공로 |
| 2011년 8회    | 故 신정순 한국뇌성마비복지회 회장                                      | 전 대한재활의학회 명예회장, 연세대 세브란스병원장, 한국재활의학회장, 국제키비스탄 한국본부총재, 한국뇌성마비복지회장, 장애인복지단체협의회장 등을 역임하면서 국내 재활의학 발전과 장애인 복지향상에 헌신해 온 공로 |
| 2012년 9회    | 한상태 WHO 서태평양지역사무처 명예사무처장 주일억 전 세계여의사회 회장 | 1967년 한국인 최초로 WHO 서태평양지역 사무처에 부임해 연간 5000여명의 소아마비 환자가 발생하는 서태평양지역의 소아마비 박멸에 크게 공헌 |
| 2013년 제10회 | 주일억 전 세계여의사회 회장                                            | 1987년 한국인 최초로 국제여자의사회 회장에 선출돼 여의사 차별 해소와 저개발국 여의사 지원 프로그램 확충 등 세계 여성 의료인의 문제를 해결하는 데 앞장서 국가의 위상을 높인 공로 |
| 2014년 11회   | 문태준 대한의사협회 명예회장                                           | 세계의사회 회장·대한의사협회 회장·보건복지부 장관을 역임하며 의학 발전과 의료인 권리신장에 기여 |

제12회 수상자(2015년)   김명호 박사    - 연세대학교 명예교수
제13회 수상자(2016년)    홍준식 박사    - 한인커뮤니티재단 이사장
제14회 수상자(2017년)   전성균 박사    - 미네소타대학교 교수
제15회 수상자(2018년)   문국진 박사    - 고려대학교 명예교수
제16회 수상자(2019년)  이길여 박사   - 가천대학교 총장
제17회 수상자(2020년)   강원희 선교사    - 의료선교사
제18회 수상자(2021년)   신영수 박사    - 서울대학교 명예교수
제19회 수상자(2023년)   홍창의 박사 – 서울대학교 명예교수

## 같이 보기
- 서재필
- 권오기
- 안병훈